# Salix mielichhoferi
Salix mielichhoferi — вид квіткових рослин із родини вербових (Salicaceae).

## Морфологічна характеристика

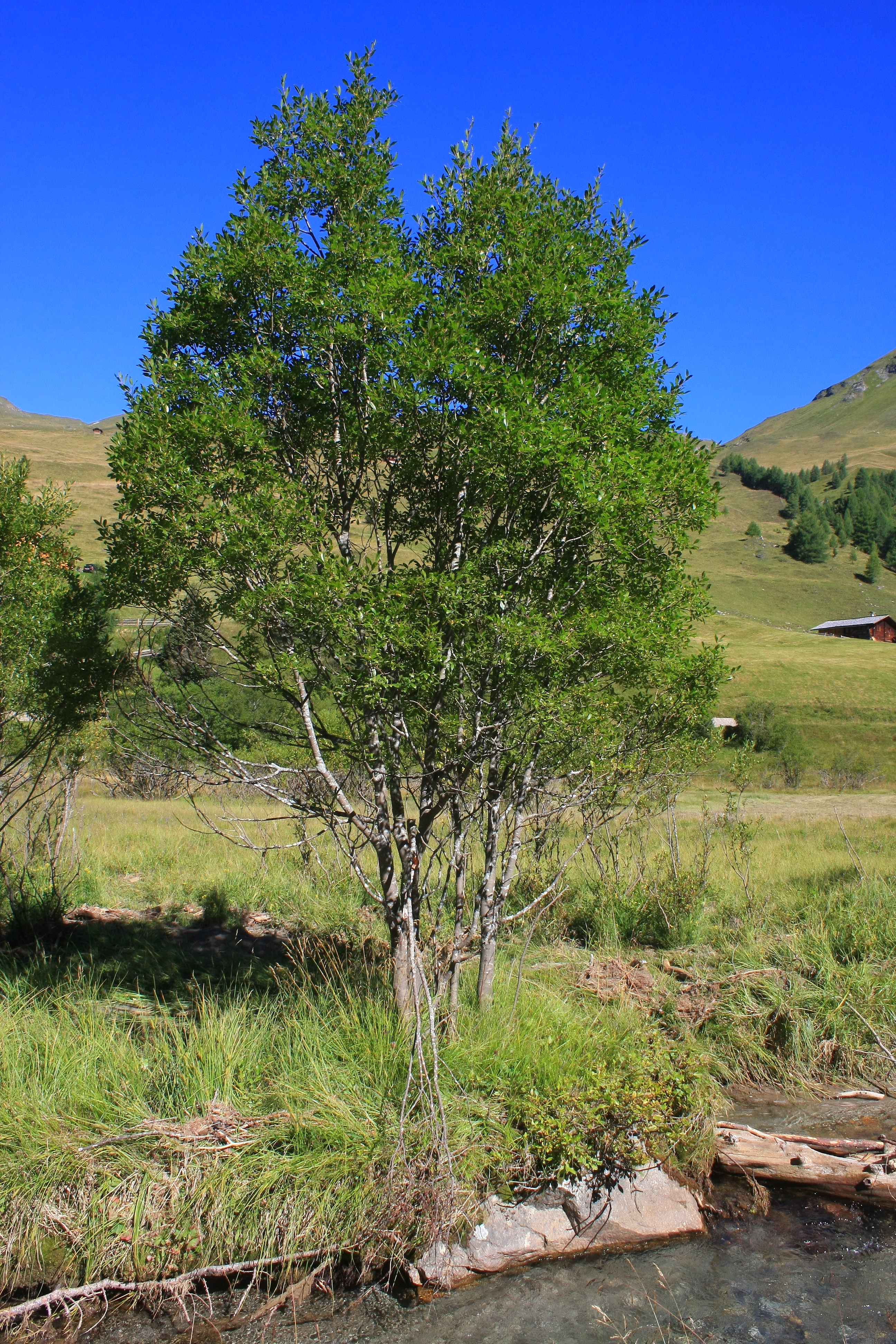

Це кущ до 4 метрів заввишки.

## Середовище проживання
Це ендемік західної Австрії та північно-східної Італії. Зустрічається в гірських і субальпійських зонах; на висотах 1300–2200 метрів. Росте як піонерний вид на північних вологих осипах і схилах.

## Загрози
Очевидної загрози немає, хоча, можливо, зміна клімату вплине на цей вид, оскільки він живе на великих висотах.

## Використання
Немає інформації про використання чи торгівлю.